# أولريكه كوش
أولريكه كوش هي عالمة صينيات وكاتبة سيناريو وكاتِبة ومخرجة سويسرية، ولدت في 1950 في بيركنفلد في ألمانيا.

## وصلات خارجية
- أولريكه كوش على موقع IMDb (الإنجليزية)
- أولريكه كوش على موقع ألو سيني (الفرنسية)
- أولريكه كوش على موقع قاعدة بيانات الأفلام السويدية (السويدية)
- أولريكه كوش على موقع قاعدة بيانات الفيلم (الإنجليزية)
- أولريكه كوش على موقع كينوبويسك (الروسية)